# Sverige ved sommer-OL 2016
Sverige deltager ved sommer-OL 2016 i Rio de Janeiro, Brasilien i perioden 5. – 21. august 2016. 152 sportsfolk deltager for Sverige i 22 forskellige sportsgrene. Svømmeren Therese Alshammar var landets flagbærer under åbningsceremonien.

## Medaljer
| 2016 Rio de Janeiro | Guld | Sølv | Bronze | Total |
| Sverige             | 2    | 6    | 3      | 11    |

### Medaljevindere
| Sverige under OL 2016 i Rio de Janeiro | Sverige under OL 2016 i Rio de Janeiro | Sverige under OL 2016 i Rio de Janeiro | Sverige under OL 2016 i Rio de Janeiro | Sverige under OL 2016 i Rio de Janeiro |
| Medalje                                | Navn | Sportsgren                             | Konkurrence                            | Dato                                   |
| -------------------------------------- | --- | -------------------------------------- | -------------------------------------- | -------------------------------------- |
| Guld                                   | Sarah Sjöström | Svømning                               | 100 m butterfly kvinder                | 7. august                              |
| Guld                                   | Jenny Rissveds | Cykling                                | MTB Cross Country                      | 20. august                             |
| Sølv                                   | Emma Johansson | Cykling                                | Linjeløb damer                         | 7. august                              |
| Sølv                                   | Sarah Sjöström | Svømning                               | 200 m fri kvinder                      | 9. august                              |
| Sølv                                   | Marcus Svensson | Skydning                               | Skeet mænd                             | 13. august                             |
| Sølv                                   | Henrik Stenson | Golf                                   | Mænd                                   | 14. august                             |
| Sølv                                   | Peder Fredricson | Ridesport                              | Spring (individuelt)                   | 19. august                             |
| Sølv                                   | Sveriges kvindefodboldlandshold \| Jonna Andersson \| \| Sofia Jakobsson \| \| \| \| Emilia Appelqvist \| \| Hedvig Lindahl \| \| \| \| Kosovare Asllani \| \| Fridolina Rolfö \| \| \| \| Emma Berglund \| \| Elin Rubensson \| \| \| \| Stina Blackstenius \| \| Jessica Samuelsson \| \| \| \| Hilda Carlén \| \| Lotta Schelin \| \| \| \| Lisa Dahlkvist \| \| Caroline Seger \| \| \| \| Magdalena Ericsson \| \| Linda Sembrant \| \| \| \| Nilla Fischer \| \| Olivia Schough \| \| \| \| Pauline Hammarlund \| \| \| \| \| | Fodbold                                | Damernes konkurrence                   | 19. august                             |
| Bronze                                 | Sarah Sjöström | Svømning                               | 100 m fri kvinder                      | 11. august                             |
| Bronze                                 | Jenny Fransson | Brydning                               | Kvindernes − 69 kg                     | 17. august                             |
| Bronze                                 | Sofia Mattsson | Brydning                               | Kvindernes − 53 kg                     | 18. august                             |
| Jonna Andersson                        | | Sofia Jakobsson                        |                                        |                                        |
| Emilia Appelqvist                      | | Hedvig Lindahl                         |                                        |                                        |
| Kosovare Asllani                       | | Fridolina Rolfö                        |                                        |                                        |
| Emma Berglund                          | | Elin Rubensson                         |                                        |                                        |
| Stina Blackstenius                     | | Jessica Samuelsson                     |                                        |                                        |
| Hilda Carlén                           | | Lotta Schelin                          |                                        |                                        |
| Lisa Dahlkvist                         | | Caroline Seger                         |                                        |                                        |
| Magdalena Ericsson                     | | Linda Sembrant                         |                                        |                                        |
| Nilla Fischer                          | | Olivia Schough                         |                                        |                                        |
| Pauline Hammarlund                     | |                                        |                                        |                                        |

## Svømning

### Resultater
| Dato      | Disciplin   | H/D    | Udøver                                                                       | Indledende heat | Indledende heat | Semifinale          | Semifinale          | Finale              | Finale              |
| Dato      | Disciplin   | H/D    | Udøver                                                                       | Tid             | Placering       | Tid                 | Placering           | Tid                 | Placering           |
| --------- | ----------- | ------ | ---------------------------------------------------------------------------- | --------------- | --------------- | ------------------- | ------------------- | ------------------- | ------------------- |
| 6. august | 100 m bryst | Herrer | Erik Persson                                                                 | 1:01,20         | 32              | ude af konkurrencen | ude af konkurrencen | ude af konkurrencen | ude af konkurrencen |
| 6. august | 4x100 m fri | Damer  | Michelle Coleman Sarah Sjöström Ida Marko-Varga Louise Hansson Ida Lindborg* | 3:36,42         | 6 Q             | N/A                 | N/A                 | 3:35,90             | 5                   |

- Svømmede i heats kun